# NGC 83
Az NGC 83 egy elliptikus galaxis az Andromeda (Androméda) csillagképben.

## Felfedezése
Az NGC 83 galaxist 1828. augusztus 17-én fedezte fel John Herschel.

## Tudományos adatok
A galaxis 6227 km/s sebességgel távolodik tőlünk.